# Alekseïevka (selsoviet d'Alekseïevka, kraï de l'Altaï)
Alekseïevka (en russe : Алексеевка) est un village du raïon de la Tcharych du kraï de l'Altaï, en Russie sibérienne.en Russie. Sa population s'élevait à 441 habitants au recensement de 2021.

## Géographie
Le village de Alekseïevka se situe dans le kraï de l'Altaï, un kraï de Sibérie méridionale, en Russie, qui fait partie du district fédéral sibérien. Le village fait partie du raïon de la Tcharych, un raïon du sud du kraï dans les contreforts septentrionaux de l'Altaï dont le centre administratif est le village de Tcharychskoïe.

## Démographie
Recensements (*) et estimations de la population,,,:
| 1926* | 2002* | 2010* | 2021* |
| ----- | ----- | ----- | ----- |
| 187   | 764   | 544   | 441   |